# 핀란드의 교섭단체
핀란드의 교섭단체(핀란드어: Eduskuntaryhmä 에두스쿤타뤼흐매[*])는 의회의원들의 실무에 중요 역할을 담당한다. 의회의원들이 모두 교섭단체에 속해야 하는 의무가 있는 것은 아니지만, 어지간해서는 자당의 교섭단체를 따라 들어간다. 교섭단체는 주기적으로 회의를 하며, 당주석(핀란드어: Puolueen puheenjohtajat)과 별개 직책으로 단체주석(핀란드어: Ryhmän puheenjohtaja 뤼흐맨 푸헤뇨흐타야[*])을 둔다. 핀란드에서는 근자 교섭단체의 힘이 강해지는 추세이며, 2000년 개헌에서 교섭단체를 헌법에 의해 규정되는 주체로 명시했다.
현재 핀란드에는 다음과 같은 교섭단체들이 있다.
| 교섭단체           | 소속의원수 | 단체주석                | 구성연도 | 주     |
| ------------------ | ---------- | ----------------------- | -------- | ------ |
| 국민연합교섭단체   | 38인       | 칼레 요키넨             | 1907년   | [ 2 ]  |
| 중앙교섭단체       | 48인       | 안티 카이코넨           | 1907년   | [ 3 ]  |
| 기독교민주교섭단체 | 5인        | 페테르 외스트만         | 1970년   | [ 4 ]  |
| 참핀인교섭단체     | 17인       | 레나 메리               | 1995년   | [ 5 ]  |
| 스웨덴인교섭단체   | 10인       | 스테판 발린             | 1907년   | [ 6 ]  |
| 사회민주교섭단체   | 35인       | 안티 린트만             | 1907년   | [ 7 ]  |
| 청색교섭단체       | 18인       | 시몬 엘로               | 2017년   | [ 8 ]  |
| 좌파동맹교섭단체   | 12인       | 아이노카이사 페코넨     | 1945년   | [ 9 ]  |
| 녹색교섭단체       | 15인       | 오우티 알란코카힐루오토 | 1983년   | [ 10 ] |
| 지금운동교섭단체   | 1인        | 하뤼 하르키모           | 2018년   | [ 11 ] |
| 시민당교섭단체     | 1인        | 파보 배위뤼넨           | 2018년   | [ 12 ] |

한편, 예전에 있었다가 없어진 교섭단체로는 다음과 같은 것들이 있다.
- 사회주의교섭단체: 1941년–1942년
- 좌파동맹단체: 1995년–1998년
- 좌파단체: 2011년–2015년
- 변화 2011 교섭단체: 2013년–2015년
- 새로운 선택지: 2017년 (청색교섭단체의 전신)